# Alejandro Quintana
Alejandro Gabriel Quintana (Buenos Aires, Argentina; 20 de febrero de 1992) es un futbolista argentino. Juega como delantero y su equipo actual es Gimnasia y Esgrima (Jujuy) de la Primera Nacional de Argentina.

## Trayectoria

### Huracán
Convirtió su primer gol en Primera División de Argentina en la última fecha del Apertura 2009 contra Argentinos Juniors luego de este partido no tuvo más apariciones en el primer equipo.
En el 2012, en el regreso del Torneo Clausura, ingresa contra Atlanta faltando minutos para finalizar el partido y en la primera pelota que hace contacto marca Gol, pero fue injustamente invalidado por un offside mal cobrado. Pero en un partido contra Atlético Tucumán logra hacer un gol en el minuto 30 del ST en la Fecha 31 de la Primera B Nacional.
En la temporada 2012-13, el 29 de septiembre, Quintana le marca dos goles a Banfield, dándole la victoria a Huracán.
Luego de haber rescindido contrato con Club Atlético Brown (Adrogué), firmó contrato con Club Atlético Platense, en la Primera B Metropolitana (tercera categoría del fútbol argentino).
En enero de 2017 quintana deja platense para fichar por el club Universitario de Sucre. En 2020 se le da la oportunidad de jugar en el Atlético Bucaramanga de Colombia.

## Clubes
Actualizado al último partido disputado el 4 de julio de 2025. 
| Club                       | País          | Año           | Partidos | Goles |
| -------------------------- | ------------- | ------------- | -------- | ----- |
| Huracán                    | Argentina     | 2009-2014     | 21       | 4     |
| Tristán Suárez             | Argentina     | 2014          | 17       | 1     |
| Brown de Adrogué           | Argentina     | 2015-2016     | 50       | 11    |
| Platense                   | Argentina     | 2016          | 9        | 0     |
| Universitario de Sucre     | Bolivia       | 2017          | 22       | 7     |
| Blooming                   | Bolivia       | 2017          | 19       | 6     |
| Wydad AC                   | Marruecos     | 2018          | 2        | 0     |
| Cafetaleros                | México        | 2018-2019     | 15       | 1     |
| Sport Boys Warnes          | Bolivia       | 2019          | 20       | 7     |
| Guabirá                    | Bolivia       | 2020          | 22       | 10    |
| Atlético Bucaramanga       | Colombia      | 2021          | 31       | 9     |
| América de Cali            | Colombia      | 2022          | 27       | 3     |
| Orense                     | Ecuador       | 2023          | 8        | 1     |
| Guabirá                    | Bolivia       | 2023-2025.    | 49       | 9     |
| Gimnasia y Esgrima (Jujuy) | Argentina     | 2025-act.     | 19       | 6     |
| Total carrera              | Total carrera | Total carrera | 371      | 83    |

## Palmarés

### Campeonatos nacionales
| Título                  | Club             | País      | Año  |
| ----------------------- | ---------------- | --------- | ---- |
| Primera B Metropolitana | Brown de Adrogué | Argentina | 2015 |

### Campeonatos internacionales
| Título              | Club             | País      | Año  |
| ------------------- | ---------------- | --------- | ---- |
| Supercopa de la CAF | Wydad Casablanca | Marruecos | 2018 |